# دزولی خیبولا
دزولی خیبولا (به لاتین: Dzveli Khibula) یک منطقهٔ مسکونی در گرجستان است که در سامگرلو-زمو سوانتی واقع شده‌است. دزولی خیبولا ۷۱۲ نفر جمعیت دارد و ۱۷۰ متر بالاتر از سطح دریا واقع شده‌است.